# Nesoniscus longicornis
Nesoniscus longicornis là một loài chân đều trong họ Philosciidae. Loài này được Verhoeff miêu tả khoa học năm 1926.